# Station de taxis
Une station de taxis est un espace de la voirie aménagé pour recevoir des taxis.

## Description
Les stations sont généralement situées dans des endroits très fréquentés, tels que les aéroports, les allées d'hôtel, les gares ferroviaires, les stations de métro, les dépôts de bus, les gares maritimes, les centres commerciaux et les principales intersections de rues. Les endroits sont généralement signalés par de simples panneaux peints.
Les stations fonctionnent généralement selon le principe du « premier arrivé, premier servi », de sorte que le premier taxi à arriver sur la station (celui qui est à l'avant de la file) sert le premier passager qui arrive, et lorsque le premier taxi part, chaque taxi derrière lui avance d'une place, le dernier taxi arrivé prenant la dernière place.

## Autour du monde
En république d'Irlande, un passager potentiel a le droit de choisir n'importe quel taxi disponible à la station de taxis désignée. La Commission for Taxi Regulation a estimé que le client a le droit de choisir et que le principe du premier arrivé, premier servi est rejeté.
Dans certaines villes, comme Londres et New York, des anciennes stations de taxis sont signalées par des lampes spéciales sur lesquelles figure le mot TAXI.
De grandes stations sont divisées en files d'attente séparées. Par exemple, à la gare de Nagoya au Japon, les taxis de petite et de grande capacité font la queue séparément ; tandis qu'à l'aéroport international Hongqiao de Shanghai, les taxis de courte et de longue distance font des files séparées. À Hong Kong, les différents types de taxis font la queue séparément, car certaines de leurs zones de service se chevauchent.